# Камениця (Метлика)
Камениця (словен. Kamenica) — поселення в общині Метлика, регіон Південно-Східна Словенія, Словенія.